# Cristian Balaj
Pavel Cristian Balaj (n. 17 august 1971, Baia Mare, România) este un fost arbitru român de fotbal. Este arbitrul român cu cele mai multe finale de Cupa României conduse și este pe locul 1 și în topul celor mai multe confruntări Steaua - Dinamo arbitrate. Din 2019 până în 2021 a fost președintele ANAD, iar din 2021 este președintele clubului de fotbal CFR Cluj.

## Biografie
Fiind arbitru din 1994, a debutat în Divizia A la data de 10 septembrie 2000, când a condus la centru un meci dintre Steaua București și FC Brașov. A condus primul derby de România în 2002, an în care a arbitrat și prima sa finală de Cupa României. A fost arbitru FIFA din 2003,  primul său meci internațional fiind între Elfsborg și Spartak Moscova, în primul tur al Cupei UEFA, la 15 octombrie 2005. A debutat în Liga Campionilor în septembrie 2010, când a condus partida dintre AC Milan și AJ Auxerre. În același an UEFA îl promovează în categoria arbitrilor ”Elite Development”.
A condus peste 340 de meciuri în Liga 1 din România, fiind din acest punct de vedere pe locul 2 în clasamentul All Time. Deține recordul celor mai multe finale de Cupa România arbitrate, 4 (2002, 2004, 2009 și 2013), alături de Emil Kroner, Dan Petrescu și Denis Xifando. Este pe locul 1, alături de Aurel Bentu, în topul arbitrilor care au condus derby-ul clasic al României, Steaua - Dinamo, cu 9 astfel de meciuri oficiate (primul în mai 2002, cel mai recent în aprilie 2016).
În plan internațional a arbitrat echipe precum AC Milan, FC Barcelona, AS Monaco, Borussia Dortmund în meciuri de UEFA Champions League și UEFA Europa League. A oficiat jocuri de calificare atât pentru Campionate Mondiale, cât și pentru Campionate Europene, fluierând reprezentative precum Germania, Polonia, Cehia. A oficiat la turnee finale de EURO pentru categoriile de vârstă Under 17 și Under 19.
În 2001 a cucerit pentru prima dată premiul de cel mai bun arbitru din România, atât din partea Federației Române de Fotbal (prin intermediul Comisiei Centrale a Arbitrilor), cât și într-o gală organizată de Clubul Sportiv al Jurnaliștilor. De atunci a fost nominalizat la acest titlu de diverse foruri (inclusiv de Comisia Centrală a Arbitrilor) în fiecare an, fiind arbitrul român cu cele mai multe astfel de titluri în palmares.
În iulie 2009 Cristian Balaj a devenit cetățean de onoare al orașului Baia Mare, pentru ca - în decembrie 2010 - să i se confere același titlu din partea comunei Recea.
În martie 2010 Cristian Balaj a fost ales președinte al Asociației Județene de Fotbal Maramureș (AJFMM), reales fiind în această funcție în 2014 și 2018 cu unanimitate de voturi.
A arbitrat ultima oară în 19 decembrie 2016, un meci din Liga I dintre Gaz Metan Mediaș și Astra Giurgiu.
| Ani         | Competiție              | Debut              |
| ----------- | ----------------------- | ------------------ |
| 2000-2016 0 | Liga I                  | 10 septembrie 2000 |
| 2003-2016 0 | Arbitru oficial FIFA    | -                  |
| 2005-2016 0 | Cupa UEFA/Europa League | 15 octombrie 2005  |
| 2010-2016 0 | Liga Campionilor        | 16 septembrie 2010 |

Din ianuarie 2017 și până în noiembrie 2018 a fost consilier al ministrului Tineretului și Sportului (pe mandatul a trei miniștrii ce au ocupat in acest interval funcția de ministru).
În luna ianuarie 2019 Cristian Balaj devine președintele Agenției Naționale Anti-Doping din România, funcție cu rang de secretar de stat.
În februarie 2019, își dă demisia din funcția de președinte al Asociației Județene de Fotbal Maramureș, conform art. 13 din Legea 227, Președintele Agenției Naționale Anti-Doping ”trebuie să aibă independență față de structurile sportive”.
În noiembrie 2021, își dă demisia din funcția de președinte al ANAD și devine președintele clubului CFR Cluj.